# Pelt
Pelt és un municipi belga de la província de la província de Limburg a la regió de Flandes a la vora del riu Dommel. És el resultat de la fusió de Neerpelt i Overpelt l'1 de gener de 2019. El 2020 tenia 33.054 habitants.
Conté els antics municipis de Neerpelt, Overpelt i Sint-Huibrechts-Lille.
En un referèndum els habitants dels municipis que estaven fusionant, podien triar entre tres noms: Pelt, Dommelpelt i Pelten. El nom de «Pelt» va obtenir una majoria de 74%.